# Citroën C6
La Citroën C6 è una autovettura prodotta a partire dal 2005 dalla casa francese Citroën in due generazioni.

## Le generazioni

### Prima generazione (2005-2012)
Introdotta nel 2005 e prodotta fino al 2012, la prima generazione fu caratterizzata dalle sospensioni pneumatiche. 

### Seconda generazione (2016-2024)
La seconda generazione è stata introdotta nel 2016 per il solo mercato cinese.

## Galleria d'immagini
| Citroën C6 (2005) | Citroën C6 (2016) |
| ----------------- | ----------------- |
|                   |                   |
|                   |                   |
| 2005-2012         | dal 2016          |